# Andrés Iniesta
 Der er for få eller ingen kildehenvisninger i denne artikel, hvilket er et problem. Du kan hjælpe ved at angive troværdige kilder til de påstande, som fremføres i artiklen.

Andrés Iniesta Luján (spansk udtale: [anˈdɾes iˈnjesta luˈxan], født 11. maj 1984) er en spansk fodboldspiller, der spiller som central midtbanespiller for den japanske klub Vissel Kobe. Inden Iniesta skiftede til Vissel Kobe, spillede han 16 sæsoner for FC Barcelona, hvor han var anfører i tre af sæsonerne. 

## Karriere

### FC Barcelona
Iniesta kom til FC Barcelona som 12-årig efter talentspejdere havde spottet ham til Brunette Tournament som spiller for Albacete.
Iniesta kom gennem La Masia, Barcelonas fodboldskole. Han fik sin førsteholdsdebut i 2002, som 18-årig. Han begyndte at spille regelmæssigt i løbet af 2004-05 sæsonen, og er forblevet på holdet lige siden. I december 2013 forlængede han og klubben hans kontrakt frem til 2018.Han var en integreret del af FC Barcelona-holdet i 2009, den eneste gang en klub har opnået seks titler i én sæson.

## Landsholdskarriere
Iniesta spillede for Spanien på U/16-, U/19- og U/21-niveau, før han fik sin internationale debut i 2006. Han blev udtaget til VM i fodbold 2006. Han hjalp Spanien med at kvalificere sig til UEFA Euro 2008, og spillede en vigtig rolle for holdet, da de vandt turneringen, og blev udtaget til turneringens hold af UEFA. Iniesta blev udtaget til VM i fodbold 2010 og var en central del af det spanske hold der vandt turneringen; han scorede det vindende mål i finalen mod Holland, og blev udnævnt som kampens spiller, og han blev ligeledes udtaget til turneringens hold.

## Hæder
Iniesta vandt prisen som Europas bedste spiller i 2012, og blev også valgt som den bedste spiller i Champions League 2011-2012. Han kom på
andenpladsen lige efter Lionel Messi i kåringen af verdens bedste fodboldspiller i 2010, FIFA Ballon d'Or 2010, og fik en tredjeplads ved kåringen af FIFA Ballon d'Or 2012 lige efter Lionel Messi på førstepladsen og Cristiano Ronaldo på andenpladsen.